# Lunz am See
Lunz am See – gmina targowa w Austrii, w kraju związkowym Dolna Austria, w powiecie Scheibbs. Według Austriackiego Urzędu Statystycznego liczyła 1810 mieszkańców (1 stycznia 2014).